# Борнмюллер, Йозеф
Йозеф Фридрих Николаус Борнмюллер (нем. Joseph Friedrich Nicolaus Bornmüller, 6 февраля 1862 — 19 декабря 1948) — немецкий ботаник и миколог.

## Биография
Йозеф Фридрих Николаус Борнмюллер родился в городе Хильдбургхаузен 6 февраля 1862 года.
В 1886 году он совершил свою первую ботаническую экспедицию. Во время этой экспедиции Иосиф Фридрих Николаус Борнмюллер посетил территорию от Балканского полуострова до Греции. В 1943 году Борнмюллер получил медаль Гёте. Он внёс значительный вклад в ботанику, описав множество видов растений.
Йозеф Фридрих Николаус Борнмюллер умер в городе Веймар 19 декабря 1948 года.

## Научная деятельность
Йозеф Фридрих Николаус Борнмюллер специализировался на Мохообразных и на семенных растениях, а также на микологии. Он является автором более 400 научных статей.

## Научные работы
- Beiträge zur Flora Mazedoniens. 1925—1928[4].
- Repertorium specierum novarum regni vegetabilis. 1938.